# Lopo Homem
Lopo Homem (1497–1572) fue un eminente cartógrafo y cosmógrafo portugués del siglo XVI. 
Tuvo un hijo llamado Diogo Homem, nacido en 1521. 

## Obra
La obra más antigua conocida de este cartógrafo es un planisferio, descubierto en Londres en 1930. En Florencia existe otro de sus planisferios, fechado en 1554; y en la Biblioteca Nacional de Lisboa también se preserva una carta marítima (que antes de 1910 se encontraba en Paço das Necessidades, y que pertenecía al rey Carlos I de Portugal). Este trabajo es atribuido al cartógrafo lusitano por Armando Cortesão, que dedica a Lopo Homem una extensa sección en su obra Cartografia e cartógrafos portugueses dos séculos XV e XVI.

## Obras
- Planisferio - (1519) (se encuentra actualmente en Londres)
- Planisferio - (1554) (se encuentra actualmente en Florencia)
- Carta Marítima - (se encuentra actualmente en la Biblioteca Nacional de Portugal)